# 新次元！蠟筆小新THE MOVIE 超能力大決戰 ～飛吧！手卷壽司～
《新次元！蠟筆小新THE MOVIE 超能力大決戰～飛吧！手卷壽司～》是於2023年8月4日上映的日本動畫電影，改編自漫畫家臼井儀人創作的漫畫系列《蜡笔小新》的電影版，也是該系列首部3D劇場動畫，由大根仁編導。劇情以原作第26卷收錄的番外篇《新之助・向日葵的超能力兄妹》為基礎，描繪了從宇宙飛來的光球使新之助成為超能力者為基礎的故事。電影標語為「一切都是，新次元。」、「『這個國家沒有未來』，這只是大人的妄想。」、「這樣的小新，前所未見。」。本作打破2015年系列作《我的搬家物語 仙人掌大襲擊》的記錄成為該系列歷史最高票房，直至被2024年系列作《我們的恐龍日記》刷新紀錄。

## 概要
- 本作為首部使用3DCG特效製成的蠟筆小新電影，製作過程長達七年，也成為蠟筆小新電影版中製作時長最長的一部作品。
- 本作首次以超能力為主題，以壽司捲為配搭。同時以日本全國為舞台作品，也是動畫版的小新首次使用漫畫造型（黃色上衣和紫色短褲）。
- 本作續2022年劇場版《蠟筆小新：幽靈忍者珍風傳》後連續兩年以野原一家為主角的電影版。
- 本作於2023年2月23日宣布定檔於同年8月4日上映。迄今為止，在夏季上映的蠟筆小新電影分別有因為疫情而推延的《蠟筆小新：謎案！天下春日部學院的怪奇事件》（2021年7月上映）以及首部電影《蠟筆小新：動感超人VS高衩魔王》（1993年7月上映），也是31年來首次於8月份上映的電影版。
- 本作首度使用新的標題格式，並非以往的「蠟筆小新電影（劇場版）」（映画 クレヨンしんちゃん）[註 5]。
- 本作為台灣繼《蠟筆小新：激戰！塗鴉王國與差不多四勇者》後第二部與日本同日上映的蠟筆小新電影版；也是首部在香港及澳門同時上映日語原聲版及粵語配音版的蠟筆小新電影版；更是蠟筆小新電影版系列第二次在中國大陸上映。
- 本作內容加入許多社會議題的探討，例如：疫情、經濟不景氣、人際壓力、霸凌、歧視、偏見、雙親離異等，與時況頗具呼應效力。
- 本作為蠟筆小新電影31年來首度無使用電視版片頭曲的作品；亦為繼《激戰！塗鴉王國與差不多四勇者》後，第二部未使用黏土動畫開頭的作品，並為首部完全無黏土動畫內容的電影版。
- 本作為蠟筆小新電影近15年來最短的一部。

## 劇情簡介
劇情以原著第26卷收錄的番外篇《新之助・向日葵的超能力兄妹》；動畫《超能力兄妹 本世紀首次決戰》為基礎，描繪了從宇宙飛來的光芒的新之助成為超能力者的故事。

## 登場角色
| 角色              | 配音員                | 配音員   | 配音員   | 配音員              |
| 角色              | 日本                  | 臺灣     | 香港     | 中国大陆            |
| 原著角色          | 原著角色              | 原著角色 | 原著角色 | 原著角色            |
| ----------------- | --------------------- | -------- | -------- | ------------------- |
| 野原新之助        | 小林由美子            | 曾允凡   | 王慧珠   | 葉知秋              |
| 野原美冴          | 楢橋美紀              | 王瑞芹   | 譚淑英   | 徐靜                |
| 野原廣志          | 森川智之              | 于正昇   | 黃志明   | 林强                |
| 野原向日葵        | 興梠里美              | 吳貴竹   | 張彩虹   | 幽舞越山            |
| 野原小白          | 真柴摩利              | 徐瑀甄   | 張彩虹   |                     |
| 風間徹            | 真柴摩利              | 吳貴竹   | 周恩恩   | 阎么么              |
| 櫻田妮妮          | 林玉緒                | 王瑞芹   | 陳子瑩   | 姜英俊              |
| 佐藤正男          | 一龍齋貞友            | 宋昱璁   | 張彩虹   | 黑特                |
| 阿呆              | 佐藤智惠              | 于正昇   | 姜麗儀   | 常蓉珊              |
| 鳩谷 席林         | 阪口大助              | 宋昱璁   |          | 柳真颜              |
| 鳩谷 蜜琪         | 大本真基子            | 吳貴竹   |          |                     |
| 高倉文太          | 森田順平              | 宋昱璁   |          | 图特哈蒙            |
| 吉永綠            | 七緒春日              | 吳貴竹   | 姜麗儀   | 闫夜桥              |
| 松坂梅            | 富澤美智惠            | 曾允凡   | 陳子瑩   | 常蓉珊              |
| 上尾義美          | 三石琴乃              | 王瑞芹   | 周恩恩   | 刘芊含              |
| 河村獵豹          | 大塚智子              |          |          |                     |
| 仁                | 永澤菜教              |          |          |                     |
| 輝信              | 瀧本富士子            |          |          |                     |
| 電影角色          |                       |          |          |                     |
| 池袋薰教授        | 鈴木鼴鼠 （空氣階段） | 黃天佑   |          | 高枫                |
| 努斯偷拉達騙斯2世 | 水川固 （空氣階段）   | 符爽     |          | 叶保华              |
| 非理谷充          | 松坂桃李              | HowHow   | 陳湛文   | 瞳音 沈念如〈幼年〉 |
| 深谷蔥子          | 鬼頭明里              | 劉如蘋   | 鍾雪瑩   | 张碧玉              |

## 主要製作人員
- 原作：臼井儀人
- 導演、編劇：大根仁
- 3D動畫：白組
- 製作：新次元蠟筆小新製作委員會（新銳動畫、朝日電視台、旭通DK、雙葉社）
- 發行商：東寶

## 書籍
- 2023年8月4日，電影的完全漫畫化由雙葉社發行。
- 2023年8月8日，電影的輕小說化由雙葉社發行。

## 音樂
| 類別   | 曲名                              | 作詞     | 作曲     | 編曲     | 歌手        |
| ------ | --------------------------------- | -------- | -------- | -------- | ----------- |
| 主題曲 | 〈Future is Yours〉（未來是你的） | 山口隆   | 山口隆   |          | Sambomaster |
| 劇中曲 | 〈戀上你的眼睛〉                  | 小西康陽 | 小西康陽 | 小西康陽 | 深田恭子    |
| 劇中曲 | 〈無仁義之戰〉                    |          | 津島利章 | 波立裕矢 |             |
| 劇中曲 | 〈在大栗子樹下〉                  |          |          | 岩崎太整 |             |

## 沿革

### 日本
- 2022年12月10日，公佈《超能力大决战》消息和釋出超特報，並預定在2023年夏天於日本上映。
- 2023年2月23日，推出全新劇場版海報，同時釋出全新預告片，並定檔同年8月4日於日本上映。
- 2023年6月5日，推出第二版預告，並推出最終版海報，亦同時宣布主題曲將由Sambomaster演唱歌曲〈Future is Yours〉（未來是你的）。
- 2023年7月17日，公開首個電影TVCM。
- 2023年8月4日，在全日本上映，並於片尾曲後預告明年的電影初貌，片中有出現「GW（日本黃金週）上映」、「在空中飛的恐龍」等資訊，並且以肉眼初估為2D的內容。

### 台灣
- 2023年6月2日，木棉花國際宣布電影在台灣將於在暑假上映，並釋出超特報。
- 2023年6月28日，推出日文配音中文字幕版預告，並宣布將於8月4日與日本同步上映。
- 2023年7月18日，推出中文配音預告，並宣布邀YouTuberHowHow擔任非理谷充一角。
- 2023年8月4日至2023年8月10日，木棉花國際推出戲院特典，凡於此段時間購入電影票，就可以於戲院隨機領取小新壓克力吊飾或小葵壓克力吊飾任一個。
- 2023年8月11日至2023年8月17日，木棉花國際推出戲院特典，凡於此段時間購入電影票，就可以於戲院隨機領取立體磁吸小新四款中的其中一個，此外亦有機率獲得隱藏版小葵。

### 香港
- 2023年7月10日，新映影片宣布電影在香港將於在今年暑假上映，並首次釋出超特報。
- 2023年7月14日，官方推出粵語版配音預告以及宣佈電影在香港及澳門將於8月10日緊貼日本上映，同時也邀請藝人陳湛文和鍾雪瑩擔任非理谷充及深谷蔥子一角，亦在預告中提及會首次以日文原聲以及粵語配音同步上映。

## 迴響

### 票房
截至2023年1月10日，《超能力大決戰》在日本國內的總收入為24.7億日元（約1705萬美元），而其他地區的總收入約為2612.9萬美元，全球總票房約為4317.9萬美元。
在日本，《超能力大決戰》與彼思動畫的《元素大都會》同期上映，並在首三日內以4.01億日元的票房擊敗對手，成為暑假新動畫票房冠軍。最終，《超能力大決戰》總票房達24.7億日元，超越了《我的搬家物語 仙人掌大襲擊》（2015年）所創下的蠟筆小新系列電影最高票房紀錄。
在香港和台灣，該片也取得了票房佳績。台灣的最終票房超過5200萬新台幣，打破了《STAND BY ME 哆啦A夢》在台灣的票房紀錄；而香港的最終票房則超過800萬港元，相較於《幽靈忍者珍風傳》（2022年）的350萬票房有了大幅提升。
在中國大陸，該片也創下了票房佳績。截至2023年12月10日，電影上映15日後成功以1.03億人民幣成為蠟筆小新首部破億作品，超越同年《哆啦A夢：大雄與天空的理想鄉》的總票房紀錄1.01億日元。預計最終票房將超越日本，成為該電影票房最大貢獻國。

### 評價
《超能力大決戰》在日本國內的反響相對平淡。在動畫口碑網站「Filmarks」上獲得了3.6/5分，在電影資訊網「映画.com」則獲得了3.4/5分，整體評價一般。
正面評價中，觀眾普遍認為電影的3DCG技術出色，畫風良好，成功展現了小新的魅力。此外，劇情也探討了當前日本社會的議題，特別是對下一代的看法，引起了觀眾的共鳴。然而，負評者指出劇情存在諸多問題，尤其是反派角色非里谷充的不合理設計，例如他破壞公物後卻沒有交代後續的處理。此外，影片尾聲中廣志的對話也引發了分歧，一部分觀眾認為該片貶低了「宅男」文化，導致出現批評聲音。
在日本以外的地區，電影則獲得了大量正面評價，這也促使其票房上升。尤其是在中國大陸，電影上映首日「貓眼票房」的票房預測僅約5600萬人民幣，但隨著在貓眼影評中獲得9.1/10的高分，最終票房預測逐步上調。截至12月10日，貓眼票房預測這部電影在中國大陸的最終票房將達到1.15億人民幣。

## 外部連結
- 官方网站 （日語）
- 新次元！蠟筆小新THE MOVIE 超能力大決戰 ～飛吧！手卷壽司～的X（前Twitter） （日語）
- 互联网电影数据库（IMDb）上《新次元！蠟筆小新THE MOVIE 超能力大決戰 ～飛吧！手卷壽司～》的资料（英文）
- 開眼電影網上《新次元！蠟筆小新THE MOVIE 超能力大決戰 ～飛吧！手卷壽司～》的資料（繁體中文）
- Yahoo奇摩電影上《新次元！蠟筆小新THE MOVIE 超能力大決戰 ～飛吧！手卷壽司～》的資料（繁體中文）
- 豆瓣电影上《新次元！蠟筆小新THE MOVIE 超能力大決戰 ～飛吧！手卷壽司～》的資料 （简体中文）